# Линяев, Николай Андреевич
Николай Андреевич Линяев (17 июля 1933, Челябинск, Уральская область — 6 февраля 2011, Москва) — советский футболист, выступал на позиции полузащитника и защитника. Мастер спорта СССР (1959). Бронзовый призёр чемпионата СССР. В 1958—1959 годах был капитаном ЦСК МО. Провёл три матча за олимпийскую сборную СССР.

## Биография
Воспитанник челябинского клуба «Энергия».
В 1953—54 годах выступал за челябинский «Авангард». Одновременно с этим играл в хоккей с шайбой за одноимённый клуб.
В 1954 перешёл в свердловский ОДО, откуда был приглашён в ЦСК МО, однако в основной состав московских армейцев не проходил и сезон 1955 года провёл в дубле. В 1956 году вернулся в Свердловск, где провёл за местный армейский клуб 21 матч.
В 1956 году принимал участие в Спартакиаде народов СССР в составе сборной РСФСР.
В 1957 году вновь был приглашён в ЦСК МО, где, первоначально, был дублёром Анатолия Башашкина выходя вместо него в центр защиты. Постепенно стал основным игроком команды. В 1958—1959 году был капитаном московских армейцев. В 1959 году вызывался в олимпийскую сборную СССР, где провёл три матча против сборных Румынии и Болгарии (домашний и гостевой матчи).
В 1964 году перешёл в ростовский СКА, в котором завершил карьеру.
Умер 6 февраля 2011 года в Москве на 78 году жизни. 

## Достижения
- Бронзовый призёр чемпионата СССР: 1958